# Primi ministri delle Tonga
Il Primo ministro delle Tonga (in lingua tongana Palemia ʻo Tonga) è il capo del governo dello stato oceanico delle Tonga.

## Elenco dei primi ministri
| Numero | Immagine | Nominativo               | Durata del mandato          | Note                         |
| ------ | -------- | ------------------------ | --------------------------- | ---------------------------- |
| 1      |          | Tēvita ʻUnga             | 1876 - 1879                 |                              |
| 2      |          | Shirley Waldemar Baker   | 1881 - 1890                 |                              |
| 3      |          | Siaosi U. Tukuʻaho       | 1890 - 1893                 |                              |
| 4      |          | Siosateki Veikune        | 1893 - 1905                 |                              |
| 5      |          | Siaosi Tuʻipelehake      | gennaio 1905 - gennaio 1905 |                              |
| 6      |          | Sione Tupou Mateialona   | 1905 - 1912                 |                              |
| 7      |          | Tēvita Tuʻivakano        | 1912 - 1923                 |                              |
| 8      |          | Viliami Tungī Mailefihi  | 1923 - 1941                 | Consorte di Salote Tupou III |
| 9      |          | Solomone Ula Ata         | 1941 - 1949                 |                              |
| 10     |          | Tāufaʻāhau Tupou IV      | 1949 - 1965                 |                              |
| 11     |          | Fatafehi Tuʻipelehake    | 1965 - 1991                 |                              |
| 12     |          | Barone Vaea              | 1991 - 2000                 |                              |
| 13     |          | Tupou VI                 | 2000 - 2006                 |                              |
| 14     |          | Feleti Sevele            | 2006 - 2010                 |                              |
| 15     |          | Sialeʻataongo Tuʻivakanō | 2010 - 2014                 |                              |
| 16     |          | ʻAkilisi Pōhiva          | 2014 - 2019                 |                              |
| —      |          | Semisi Sika              | settembre - ottobre 2019    | ad interim                   |
| 17     |          | Pōhiva Tu'i'onetoa       | 2019 - 2021                 |                              |
| 18     |          | Siaosi Sovaleni          | 2021 - 2024                 |                              |
| —      |          | Samiu Vaipulu            | 2024 - 2025                 | ad interim                   |
| 19     |          | ʻAisake Eke              | 2025 - in carica            |                              |